# Sandia (jaskinia)
Jaskinia Sandia – mała jaskinia położona w kanionie Las Huertas na północny wschód od Albuquerque w Nowym Meksyku, w której odkryto ślady ludzkiej egzystencji.
Wejście do jaskini znajduje się na wysokości około 100 m na stromej ścianie kanionu położonego na północnym krańcu gór Sandia. Jej długość wynosi 138 m, a szerokość od 2 do 4 m. Z powodu utrudnionego dostępu przez długi czas pozostawała niezbadana. Pierwsze prehistoryczne artefakty odnalazł w 1935 roku student antropologii z Uniwersytetu Nowego Meksyku, który swoje znalezisko zaniósł na uczelnię. Tam jego odkryciem zainteresowało się dwóch archeologów – Wesley Bliss i Frank Hibben, którzy postanowili przeprowadzić własne badania. Pod jedną z warstw odkopali m.in. groty typu Folsom, skrobaki oraz kości zwierząt. Ponieważ Bliss wkrótce wycofał się z badań, Hibben samodzielnie kontynuował pracę i dwa lata później opublikował w prasie jej pierwsze wyniki. W latach 1937–1941 przeprowadził kolejne wykopaliska, podczas których odkrył kamienną strzałę, fragmenty kosza, kawałki plecionego obuwia oraz szkielety wymarłych zwierząt epoki lodowcowej. Nie odnaleziono natomiast żadnych szczątków ludzi. Jego raport o stanie badań opublikował w 1941 roku Smithsonian Institution. W 1946 roku pojawiła się książka Hibbena – The Lost Americans, w której ogłosił, że odnalazł ślady najstarszych mieszkańców Ameryki. Jego twierdzenia stały się sensacją i przyniosły mu sławę, jednak wywołały też kontrowersje.
Do 1940 roku za najstarszych znanych mieszkańców Ameryki Północnej uznawano członków kultury Folsom, których ślady odkryto w 1926 roku w Nowym Meksyku, a ich wiek oszacowano na 10 000 lat. Hibben w najniższych warstwach jaskini Sandia odkrył kamienne narzędzia wymieszane z fragmentami kości wymarłych zwierząt epoki lodowcowej. Na tej podstawie wysunął tezę o ich bardzo starym pochodzeniu i oszacował ich wiek na 25 000 lat. Wśród znalezisk z tej warstwy znajdowały się też nieznane wcześniej kamienne ostrza, które Hibben nazwał grotami typu Sandia i uznał za niezbity dowód swoich teorii. Jednakże jego znaleziska oraz interpretacje zostały później zakwestionowane. Wątpliwości dotyczyły m.in. natury powiązań poszczególnych warstw geologicznych oraz ich datowania. Wesley Bliss już podczas wykopalisk w 1936 roku wskazywał, że działalność zwierząt zamieszkujących jaskinię mogła doprowadzić do wymieszania warstw. Sam Hibben przyznał się później do pomyłek, które zrobił w swoich publikacjach co spowodowało, że wzajemnie się wykluczały. Niektórzy badacze podejrzewali wręcz, że znaleziska zostały podrzucone, być może nawet przez samego Hibbena, lecz jest to mało prawdopodobne.
Późniejsze datowanie radiowęglowe najniższej warstwy dało wynik 32 300 lat. Z kolei przeprowadzone przez Henry’ego Schwarcza eksperymentalne datowanie uranowe wskazało 226 300 lat. Obecnie uznaje się, że oba wyniki zostały zawyżone na skutek błędów lub zaniedbań, a odkryte artefakty liczą nie więcej niż 14 000 lat. Możliwe, że są nieco starsze niż kultura Folsom lub istniały w tym samym czasie.
Pojawiły się również sugestie, że jaskinia była przynajmniej częściowo wykorzystywana do pozyskiwania ochry, na co wskazywać mogą groty typu Sandia.
W 1961 roku amerykański Kongres wpisał jaskinię na listę National Historic Landmark, zaznaczając, że miejsce to „ma narodowe znaczenie w upamiętnianiu historii Stanów Zjednoczonych”. 15 października 1966 roku znalazła się ona również w rejestrze National Register of Historic Places.